# Персі Говард Ньюбі
Пе́рсі Го́вард Нью́бі (англ. Percy Howard Newby, 1918–1997) — британський письменник, перший лауреат Букерівської премії (1969).
Лауреат Литературної премії Сомерсета Моема  у 1948 році.

## Біографія
Персі Говард Ньюбі народився 25 червня 1918 року у Сассексі, Велика Британія. Після військової служби деякий час викладав в університеті Каїру. У 1948 році обійняв пост адміністратора на радіо. З 1945 року і до кінця життя Ньюбі постійно друкувався. Важливе місце у його творчості займали колоніалістичні мотиви. Найвідоміший твір письменника — роман «За це муситиме відповідати» (1968), який у 1969 році здобув першу Букерівску премію.